# Shikokuchūō
Shikokuchūō (四国中央市 Shikokuchūō-shi?) es una ciudad que se encuentra en el extremo oriental de la prefectura de Ehime, en la región de Toyo y que limita con las otras tres prefecturas de la región de Shikoku.

## Características
Se creó el 1° de abril como consecuencia de la fusión de las ciudades de Kawanoe e Iyomishima, el Pueblo de Doi y la Villa de Shingu, ambas del ya extinto Distrito de Uma. Su población se estima en unos 96,000 habitantes.
A 60 km hacia el sur está la Ciudad de Kochi (高知市 Kōchi-shi?), 70 km hacia el noreste se encuentra la Ciudad de Takamatsu (高松市 Takamatsu-shi?), 80 km al oeste está la Ciudad de Matsuyama y a 100 km en sentido este está la Ciudad de Tokushima (徳島市 Tokushima-shi?). Las dos principales autopistas de la Isla de Shikoku, una en sentido norte-sur y la otra en sentido este-oeste (Autovía Shikoku-Jukan), se cruzan en esta ciudad; y además posee dos empalmes: el Empalme Kawanoe y el Empalme Kawanoehigashi.
En el sur es atravesada en sentido este-oeste por la Cordillera de Hoo (cuya altura máxima es el monte Higashiakaishi), hacia el norte de la misma se extiende una llanura larga y angosta, y al norte da al mar Interior de Seto. Del lado sur de la Cordillera de Hoo se encuentra el río Dozan (que cuenta con las represas de Shingu, Yanase y Tomisato); y más al sur, la cadena montañosa que define el límite con la Prefectura de Kochi. El río Kinsei nace en el distrito Kawatakicho Shimoyama (川滝町下山 Kawatakichō Shimoyama?), en el límite con la Prefectura de Tokushima, corre en sentido este-oeste y luego hacia el norte, atraviesa lo que fue la Ciudad de Kawanoe y desemboca en el mar Interior de Seto, en cercanías del Puerto de Mishima Kawanoe.
Limita con la Ciudad de Niihama y el Pueblo de Kamijima en el Distrito de Ochi. También limita con las ciudades de Kanonji (観音寺市 Kan'onji-shi?) de la Prefectura de Kagawa; Fukuyama (福山市 Fukuyama-shi?) y Onomichi (尾道市 Onomichi-shi?), ambas de la Prefectura de Hiroshima; y la Ciudad de Kasaoka (笠岡市 Kasaoka-shi?) en la Prefectura de Okayama. Asimismo limita con la Ciudad de Miyoshi (三好市 Miyoshi-shi?) de la Prefectura de Tokushima; y la Villa de Ookawa (大川村 Ookawa-mura?) en el Distrito de Tosa, y los pueblos de Ootoyo (大豊町 Ootoyo-chō?) y Motoyama (本山町 Motoyama-chō?), ambos del Distrito de Nagaoka (長岡郡 Nagaoka-gun?), todos en la Prefectura de Kōchi.

## Accesos

### Autopistas
- Autovía de Matsuyama
  - Empalme Kawanoe
  - Intercambiador Mishima Kawanoe
  - Intercambiador Doi
- Autovía de Kochi (高知自動車道 Kochi Jidōshadō?)
  - Empalme Kawanoe
  - Empalme Kawanoehigashi
  - Intercambiador Shingu
- Autovía de Takamatsu (高松自動車道 Takamatsu Jidōshadō?)
  - Empalme Kawanoehigashi

### Rutas
- Ruta Nacional 11
- Ruta Nacional 192 (que comparte la mayor parte de su trayecto con la Ruta Nacional 11)
- Ruta Nacional 319.

### Ferrocarril
- Línea Yosan
  - Estación Kawanoe
  - Estación Iyomishima
  - Estación Iyosangawa
  - Estación Akaboshi
  - Estación Iyodoi
  - Estación Sekigawa

### Puerto
- Puerto de Mishima Kawanoe

## Clima
En términos generales es mediterráneo, cálido y agradable, pero también se pueden observar características de las regiones que dan al Mar de Japón.
- Temperatura media: 15.9 °C (Mishima)
- Precipitación media anual: 1321.1 mm (Mishima)　1910.7 mm (Tomisato)

En comparación a otras ciudades como Matsuyama o Takamatsu, las horas anuales en que el cielo está despejado es menor. Esto se debe a que su llanura es angosta y a que los vientos provenientes del Mar Interior de Seto se topan con la Cadena Montañosa Hoo, ascendiendo y facilitando la formación de nubes.
En la zona llana la temperatura es estable. La temperatura mínima invernal es superior a la de las ciudades de Matsuyama o Uwajima, y los días "de invierno" son uno o dos por año. En contraste, en los distritos de Shingu (新宮 Shingū?) o Tomisato (富郷?) la variación térmica es muy marcada. Dado que la zona montañosa es propicia para la acumulación de masas de aire húmedo, las precipitaciones son abundantes en comparación a las zonas bajas.

## Economía

### Actividad industrial
- Unicharm: líder en la fabricación y comercialización de productos de higiene personal y de mascotas de Japón, tiene su sede central en esta ciudad.
- Daio Paper: tercera empresa papelera de Japón (25° en el mundo). Con su marca Elleair (エリエール Eriēru?) es líder en el segmento doméstico.

### Actividad turística
El Bosque de la Neblina (霧の森 Kiri-no-mori?) es un centro turístico ubicado en la zona pionera del cultivo de té de la región de Shikoku. Cuenta con varios locales comerciales y gastronómicos, una terma y una plaza en donde se realizan eventos.

## Personas destacadas
- Isekichi Ikawa (井川伊勢吉 Ikawa Isekichi?): Fundador de Daio Paper.
- Yu-Ki (ユーキ Yūki?): vocalista del grupo TRF cuyo nombre real es Yuki Kitamura (北村夕起 Kitamura Yūki?).
- Minoru Shiraishi (白石稔 Shira'ishi Minoru?), seiyu de quien se destaca su trabajo en Lucky ☆ Star.